# Bakrov(II) sulfat
Bakrov(II) sulfat je kemijska spojina s formulo CuSO4. Spojina ima pravzaprav več kemijskih formul, ki so odvisne od stopnje hidratacije. Brezvodna sol je bledo zelen ali sivo-bel prah, medtem ko je pentahidrat svetlomoder kristal. Brezvodna sol se v naravi pojavlja kot redek mineral halkocianit. Hidratizirani bakrovi sulfati se v naravi pojavljajo kot halkantit (pentahidrat), bonatit (trihidrat) in bootit (heptahidrat). Bonatit in bootit sta zelo redka. Starinsko ime za bakrov(II) sulfat je modri vitriol ali modra galica.

## Priprava
Ker je bakrov sulfat na voljo komercialno, se po navadi kupuje in se ne pripravlja v laboratoriju. 
V laboratoriju se lahko pripravi iz žveplove kisline in različnih bakrovih(II) spojin, na primer bakrovega(II) oksida.  Oksid se lahko pripravlja sproti iz kovinskega bakra, tako da se žveplovi kislini doda vodikov peroksid. Druga možnost je elektroliza žveplove kisline z bakrenimi elektrodami.

## Kemijske lastnosti
Bakrov(II) sulfat pentahidrat razpade preden se stali. Pri 63 °C izgubi dve molekuli vode, pri 109 °C še dve molekuli, pri 220 °C pa še zadnjo molekulo vode. Pri 650 °C razpade v bakrov(II) oksid (CuO) in žveplov trioksid (SO3). 
Modra barva kristalov je posledica vezane vode. Pri segrevanju z odprtim plamenom kristali odcepijo vodo in spremenijo barvo v sivo-belo.

## Uporaba

### Herbicid, fungicid in pesticid
Bakrov sulfat je fungicid. V zmesi z gašenim apnom (Ca(OH)2) z bordojska brozga se uporablja za zatiranje peronospore na vinski trti, melonah in jagodičju.  Zmes bakrovega sulfata in amonijevega karbonata ((NH4)2CO3) se uporablja v vrtnarstvu za preprečevanje izsuševanja sadik. 
Bakrov sulfat je tudi herbicid za zatiranje eksotičnih vodnih rastlin. Razredčena raztopina se uporablja za zdravljenje akvarijskih rib z raznimi parazitskimi okužbami in zatiranje vodnih polžev. Pripravek zahteva skrbno ravnanje, ker je bakrov sulfat zelo toksičen tudi za ribe. Za zatiranje alg zadostujejo že zelo majhne koncentracije. 
Bakrov sulfat zavira razvoj bakterij, na primer E. coli.

### Reagent v analizni kemiji
Bakrov sulfat je komponenta Fehlingovega reagenta (bakrov sulfat, kalijev natrijev tatrat in natrijev hidroksid) in Benediktovega reagenta (bakrov sulfat, natrijev karbonat in natrijev citrat), ki se uporabljata za določanje reducirajočih sladkorjev. Sladkorji reducirajo bakrov(II) sulfat v netopni bakrov(II) oksid. Uporablja se tudi v biuretskem reagentu (bakrov sulfat, kalijev natrijev tartrat in kalijev hidroksis) za določanje beljakovin. 
Raztopina bakrovega sulfata se uporablja za hitro ugotavljanje anemije. Kapljica krvi, ki ima dovolj hemoglobina zaradi velike gostote hitro potone, anemična kri pa potone počasi ali pa sploh ne.
V plamenski reakciji bakrovi ioni obarvajo plamen intenzivno modro-zeleno, vendar bolj modro kot barij. 

### Organske sinteze
Bakrov sulfat se uporablja v več organskih sintezah. Brezvodna sol katalizira transacetalizacijo. Hidratizirana sol reagira s kalijevim permanganatom pri čemer nastane oksidant, ki povzroči konverzijo primarnih alkoholov.

### Učenje kemije
Bakrov sulfat je standardna kemikalija v šolskem kompletu za učenje kemije. Zaradi toksičnosti ni priporočljiv za majhne otroke.
Zelo primeren je za prikaz kristalizacije, bakrenja železa, eksotermne reakcije(reakcija jeklene volne ali magnezijevega traku v vodni raztopini bakrovega sulfata), hidratacije (modri bakrov sulfat pentahidrat s segrevanjem spremeni barvo iz modre v belo) z navzemanjem vode iz vlažnega zraka pa postane spet moder. Z njim se lahko nazorno prikaže enojno substitucijo
Fe + CuSO4 → FeSO4 + Cu,
V kateri se železo raztaplja in tvori železov(II) sulfat, baker pa se izloča kot kovinski baker. Raztopina zato postane zelena, železo pa zaradi izločenega bakra rdeče. 

### Drugo
Bakrov sulfat se uporablja za elektrolitsko bakrenje kovin in plastike. 
Včasih se je uporabljal kot emetik. Zaradi velike toksičnosti so njegovo uporabo opustili,  kot protistrup pa je še vedno na seznamu Svetovne zdravstvene organizacije (ATC koda V03).